# Martín Mazzoni
Carlos Martín Mazzoni (Santa Fe, Argentina; 6 de marzo de 1976) es un exfutbolista y actual director técnico argentino. Jugaba como mediocampista central y su primer equipo fue Unión de Santa Fe. Su último club antes de retirarse fue La Plata FC. Es hijo del exfutbolista Carlos Santos Mazzoni.
Fue uno de los fundadores del ya desaparecido Santa Fe FC, donde además dio sus primeros pasos como entrenador en 2014 dirigiendo al equipo en el Torneo del Interior. Al año siguiente fue técnico de La Salle en el Torneo Federal B.
En 2016 regresó a Unión de Santa Fe, el club que lo vio nacer como futbolista, para hacerse cargo del equipo de Liga. Con la asunción de Juan Pablo Pumpido como técnico del plantel profesional, Mazzoni se convirtió en uno de sus ayudantes de campo. También acompañó a Pumpido cuando fue elegido como nuevo técnico de Patronato de Paraná.
En la actualidad dirige a La Salle en la Liga Santafesina.

## Clubes

### Como jugador
| Club              | País      | Año       |
| ----------------- | --------- | --------- |
| Unión de Santa Fe | Argentina | 1993-2002 |
| Figueirense       | Brasil    | 2002      |
| Quilmes           | Argentina | 2003      |
| Unión de Santa Fe | Argentina | 2004-2005 |
| La Plata FC       | Argentina | 2005-2006 |

### Como asistente técnico
| Club                | País      | Año       |
| ------------------- | --------- | --------- |
| Unión de Santa Fe   | Argentina | 2016-2017 |
| Patronato de Paraná | Argentina | 2017-2018 |

### Como entrenador
| Club                     | País      | Año    |
| ------------------------ | --------- | ------ |
| Santa Fe FC              | Argentina | 2014   |
| La Salle                 | Argentina | 2015   |
| Unión de Santa Fe (Liga) | Argentina | 2016   |
| La Salle                 | Argentina | 2019-? |

## Palmarés
| Título                     | Club              | País      | Año  |
| -------------------------- | ----------------- | --------- | ---- |
| Ascenso a Primera División | Unión de Santa Fe | Argentina | 1996 |
| Ascenso a Primera División | Quilmes           | Argentina | 2003 |